# Governatorato dello Stato della Città del Vaticano
Il Governatorato dello Stato della Città del Vaticano è l'organismo che esercita il potere esecutivo, in vece del Papa, nello Stato della Città del Vaticano, che dal punto di vista del diritto internazionale è un'entità distinta dalla Santa Sede. Fu istituito il 20 marzo 1939. Trova sede nello storico Palazzo del Governatorato in Vaticano.

## Storia
La carica di governatore dello Stato della Città del Vaticano venne istituita con la Legge Fondamentale del 1929 e l'incarico fu affidato al marchese Camillo Serafini che rimase in carica sino al 1952, anno della sua morte. Poiché papa Pio XII già nel 1939 pur senza mutare la Legge fondamentale né derogare ad essa, aveva istituito la Pontificia commissione cardinalizia, con il compito di presiedere, in suo nome e in sua vece, il Governatorato, la posizione di governatore rimase vacante sino al 2000 quando tale posizione venne definitivamente soppressa conseguentemente all'istituzione della Pontificia commissione per lo Stato della Città del Vaticano nella quale il presidente esercita anche il potere esecutivo in capo al governatorato, coadiuvato dal segretario generale e dal vicesegretario generale.
Dal 2021 al 2025 la Segreteria è stata guidata per la prima volta da una suora, Raffaella Petrini. La stessa ricopre, dal 1º marzo 2025, il ruolo di presidente del Governatorato dello Stato della Città del Vaticano e della Pontificia commissione per lo Stato della Città del Vaticano.
Il 25 febbraio 2025 papa Francesco ha modificato la Legge fondamentale dello Stato della Città del Vaticano, con decorrenza dal 1º marzo 2025, prevedendo l'istituzione di due segretari generali, le cui deleghe saranno decise dal presidente della Pontificia commissione per lo Stato della Città del Vaticano e del Governatorato del medesimo Stato.

## Organizzazione
La struttura del Governatorato prevede

### Organi di Governo
- Presidente
- Segretari generali
  - Consiglio dei direttori (organo consultivo)
  - Ufficio Rapporti con i Patrons of the Arts in the Vatican Museums
  - Servizi Doganali e Transito Merci

### Segreteria generale
- Protocollo generale
- Archivio centrale
- Unità controllo ispezione
- Coordinamento eventi

### Direzioni
Le direzioni collaborano, nell'ambito delle rispettive competenze, con il presidente, il segretario generale ed il vice segretario generale per lo svolgimento delle attività istituzionali dello Stato.
Le direzioni attuano le direttive degli organi di governo ed esercitano le loro funzioni nel rispetto delle leggi, dei regolamenti e delle disposizioni di carattere generale e particolare. Nello svolgimento dell'attività amministrativa e nella produzione ed erogazione di beni e servizi, le direzioni, perseguendo gli obiettivi assegnati, assicurano efficacia ed efficienza. Il presidente può attribuire alle direzioni, per un tempo determinato, competenze ulteriori per il perseguimento di specifici obiettivi; a tal fine può costituire unità operative inter-direzionali. L'organizzazione interna ed il funzionamento delle direzioni sono disciplinati con regolamenti.

#### Direzione Infrastrutture e Servizi
La direzione cura, in particolare: il catasto; la progettazione e l'esecuzione dei lavori; la manutenzione degli immobili di competenza del Governatorato; la progettazione, l'esecuzione e la manutenzione degli impianti tecnici, idraulici ed elettrici e la vigilanza sulla loro installazione, in collaborazione con le altre direzioni interessate; la vigilanza tecnica sull'attività edilizia; la tutela dell'ambiente e dell'ecologia nello Stato, la manutenzione dei giardini, delle strade e delle fontane. La direzione formula pareri tecnici per il rilascio delle necessarie autorizzazioni relative alla progettazione ed esecuzione di lavori nelle aree sottoposte alla giurisdizione del Governatorato. La direzione può sovraintendere ai lavori, fatte salve le competenze della Direzione dei musei e Beni Culturali e della commissione permanente per la tutela dei monumenti storici ed artistici della Santa Sede. Per la verifica dei luoghi e degli impianti, la direzione può avvalersi della collaborazione del Corpo dei vigili del fuoco e, per quanto di competenza, della Direzione di Sanità e Igiene. Al suo interno è strutturata in:
- Settore Infrastrutture
  - Studio e Progettazione
  - Edilizia
  - Laboratorio ed Impiantistica
  - Approvvigionamento e Magazzino Centrale
- Settore Logistica Ambiente
  - Giardini e Ambiente
  - Floreria

#### Direzione Telecomunicazioni e Sistemi Informatici
La direzione predispone e gestisce le infrastrutture di connettività e di rete ed eroga i relativi servizi per lo Stato della Città del Vaticano e per le istituzioni della Santa Sede. La direzione, in particolare: progetta e realizza le reti informatiche ed i relativi programmi, assicurando la manutenzione ed il funzionamento e garantendo la sicurezza delle comunicazioni e dei dati; assiste gli organi di governo e cura, in attuazione delle direttive ricevute, i rapporti con gli organismi e gli enti internazionali nei rispettivi settori; cura le attività relative ai valori e prodotti postali e di filatelia. La Direzione comprende:
- Sviluppo ed Integrazione Framework Operativo
- Servizio Poste e Filatelia
- Servizio Reti e Telefonia
- Servizio Provider Internet
- Servizio Sistemi Informatici

In capo alla Direzione, sono anche attivi:
- il Comitato di Studio e Progettazione;
- il Computer Emergency Response Team (CERT).

#### Direzione dell'Economia
- Settore Ragioneria dello Stato
  - Gestione Patrimonio
  - Contabilità Bilancio
  - Revisione Interna
  - Zecca dello Stato
- Settore Attività Economiche
  - Gestione Attività Commerciali
  - Commercializzazione Filatelica e Numismatica
  - Autoparco

#### Direzione Sicurezza e Protezione Civile
La direzione cura la sicurezza e l'ordine pubblico, organizza e coordina la protezione civile. Alla direzione può essere preposto il comandante del Corpo della gendarmeria. La direzione compie le attività richieste dalla Santa Sede, anche in relazione alla sicurezza del Sommo Pontefice, in collaborazione con la Guardia svizzera pontificia. In esecuzione del mandato e in attuazione delle direttive ricevute, la direzione cura i collegamenti necessari per l'esercizio delle proprie funzioni con le omologhe strutture di altri Stati o di Organizzazioni internazionali di polizia. Al suo interno si suddivide in:
- Affari e Servizi Generali
- Corpo Gendarmeria [6]
- Corpo Vigili del Fuoco [7]

#### Direzione Sanità e Igiene
La direzione provvede alla cura della salute della persona e alla tutela della sanità e dell'igiene pubblica, comprese la sicurezza e la salute dei lavoratori nei luoghi di lavoro. Nelle funzioni di sanità ed igiene opera la Farmacia Vaticana, con autonomia tecnica e amministrativa. Essa provvede al rifornimento e alla distribuzione di prodotti farmaceutici e parafarmaceutici; produce e pone in vendita propri medicamenti e galenici. Si struttura in:
- Farmacia Vaticana
- Sanità Pubblica e Igiene
- Assistenza Medico Sanitaria
- Guardia Medica e Pronto Soccorso

#### Direzione Musei e Beni Culturali
La Direzione cura la conservazione, la gestione, la valorizzazione e la fruizione del complesso artistico-museale dello Stato ed esercita le attribuzioni affidate in precedenza alla Direzione dei musei. La direzione cura la conservazione, il restauro, la valorizzazione e la diffusione della conoscenza del patrimonio culturale e artistico dello Stato, la ricerca scientifica e la formazione degli ambiti di competenza; inoltre cura gli aspetti organizzativi ed economici e la fruizione del patrimonio. La direzione sovraintende sui beni culturali della Santa Sede, dello Stato della Città del Vaticano, degli organismi, delle amministrazioni, degli enti e degli istituti aventi sede nello Stato e negli immobili di cui agli artt. 15 e 16 del Trattato lateranense, esercita le funzioni previste dalla legislazione dello Stato sulla tutela dei beni culturali e nel rispetto dei vincoli internazionali. La direzione propone e sottopone all'approvazione degli organi di governo l'acquisizione di nuove opere, effettua studi, ricerche e pubblicazioni scientifiche inerenti al patrimonio artistico e culturale dello Stato o ad esso affidato; elabora progetti di riproduzione, divulgazione e utilizzazione economica. Si suddivide in due aree:
- Artistico-scientifica
- Gestionale-amministrativa

#### Direzione delle Ville Pontificie
La direzione cura la conservazione e la gestione del Palazzo Pontificio di Castel Gandolfo con tutte le annesse dotazioni, attinenze e dipendenze, ai sensi dell'art. 14 del Trattato lateranense, e quindi del Palazzo Pontificio e di Palazzo Barberini oltre alla gestione del Giardino del Moro e del Giardino Segreto; assicura i servizi connessi e le necessarie opere di manutenzione, in collaborazione con le altre direzioni competenti. La direzione gestisce e amministra le attività svolte nel complesso delle Ville Pontificie. L'attività museale nelle Ville Pontificie è riservata alla Direzione dei musei e dei beni culturali.
- Palazzi Pontifici

### Uffici centrali
Gli uffici centrali collaborano direttamente con gli organi di governo. L'organizzazione interna ed il funzionamento degli Uffici centrali sono disciplinati con regolamenti. Attualmente gli uffici sono i seguenti:
- Ufficio Giuridico: 
  - l'Avvocatura dello Stato: cura l'assistenza legale del Governatorato ed esercita la rappresentanza ed il patrocinio in giudizio dello Stato; provvede alla tutela delle opere d'ingegno nel rispetto dei vincoli internazionali. L'Ufficio elabora studi e progetti normativi che gli siano richiesti ed esprime pareri su questioni amministrative, su atti negoziali e contratti.
  - L'ufficio per lo Stato Civile, l'Anagrafe ed i relativi adempimenti;
  - l'Albo Informatico
  - L'ufficio dei Registri: registro vaticano delle persone giuridiche civili, registro vaticano delle persone giuridiche canoniche, registro delle organizzazioni di volontariato, registro enti senza scopo di lucro, registro veicoli vaticani, registro navale vaticano, registri della proprietà artistica e letteraria e della proprietà industriale; cura l'archivio e la conservatoria degli atti pubblici e privati registrati; predispone la documentazione ed effettua gli adempimenti che gli siano rimessi relativi a convenzioni internazionali applicate nello Stato; svolge le funzioni notarili dello Stato e supporta l'attività dei notari; cura i contratti di assicurazione e relativa gestione. L'organizzazione e la gestione dell'albo dei fornitori e la verifica dei requisiti richiesti sono affidate all'Ufficio giuridico.
- Ufficio del Personale: coadiuva gli organi di governo nella gestione del personale del Governatorato, esprime i pareri che gli siano richiesti e formula le relative proposte. 
  - l'ufficio Anagrafe Personale e Elaborazione Stipendi: cura l'archivio e l'anagrafe del personale, aggiorna i fascicoli individuali, elabora gli stipendi, i contributi assistenziali e previdenziali e opera le relative procedure di contabilizzazione e pagamento;
  - L'ufficio per l'Applicazione del Regolamento del Personale: controlla la corretta applicazione del Regolamento generale per il personale del Governatorato dello Stato della Città del Vaticano e delle norme in materia di rapporti di lavoro; cura la documentazione e la segreteria della commissione per il personale; assiste gli organi di governo nella selezione del personale e per il funzionamento della Commissione per la selezione del personale laico; ai fini delle necessarie autorizzazioni degli organi di governo, verifica l'esigenza e l'appropriatezza del ricorso a somministrazione di lavoro esterno; vigila sulla regolarità dei rapporti di lavoro del personale dipendente di imprese estere operanti nello Stato; su indicazione degli Organi di governo promuove e programma la formazione e l'aggiornamento professionale.

### Organismi ausiliari
Sono organismi ausiliari degli Organi di governo, retti da specifiche normative:
- Comitato per le questioni monetarie
- Commissione disciplinare
- Commissione per il personale
- Commissione per la selezione del personale laico

Con atto del Presidente possono essere costituiti altri organismi ausiliari con specifici compiti e per un tempo determinato.

### Organismi scientifici
- Specola Vaticana,  diretta dal 2015 da Guy Joseph Consolmagno, S.I.

## Cronotassi

### Presidenti
| N. | Stemma                        | Nome                                        | Inizio incarico   | Fine incarico     | Incarichi ricoperti | Pontefice regnante  |
| -- | ----------------------------- | ------------------------------------------- | ----------------- | ----------------- | --- | ------------------- |
| 1  |                               | Nicola Canali (1874-1961)                   | 20 marzo 1939     | 3 agosto 1961     | Cardinale protettore dell'Almo Collegio Capranica Pro-presidente dell'Amministrazione del Patrimonio della Sede Apostolica Camerlengo del Collegio Cardinalizio Gran Maestro dell'Ordine Equestre del Santo Sepolcro di Gerusalemme Cardinale protodiacono Penitenziere Maggiore Gran Priore di Roma del Sovrano Militare Ordine di Malta Cardinale diacono di San Nicola in Carcere Assessore della Congregazione del Sant'Uffizio Segretario della Congregazione del Cerimoniale Sostituto per gli Affari Generali della Segreteria di Stato | Pio XII (1939-1958) |
| 1  | Giovanni XXIII (1958-1963)    | Nicola Canali (1874-1961)                   | 20 marzo 1939     | 3 agosto 1961     | Cardinale protettore dell'Almo Collegio Capranica Pro-presidente dell'Amministrazione del Patrimonio della Sede Apostolica Camerlengo del Collegio Cardinalizio Gran Maestro dell'Ordine Equestre del Santo Sepolcro di Gerusalemme Cardinale protodiacono Penitenziere Maggiore Gran Priore di Roma del Sovrano Militare Ordine di Malta Cardinale diacono di San Nicola in Carcere Assessore della Congregazione del Sant'Uffizio Segretario della Congregazione del Cerimoniale Sostituto per gli Affari Generali della Segreteria di Stato |                     |
| -  |                               | Alberto di Jorio Pro-presidente (1884-1979) | 14 agosto 1961    | 4 novembre 1968   | Vescovo titolare di Castra Nova Pro-presidente della Pontificia Commissione per lo Stato della Città del Vaticano Cardinale diacono e presbitero di Santa Pudenziana Segretario del Collegio Cardinalizio Segretario generale dell'Ufficio Amministrativo dell'Istituto per le Opere di Religione |                     |
| -  | Paolo VI (1963-1978)          | Alberto di Jorio Pro-presidente (1884-1979) | 14 agosto 1961    | 4 novembre 1968   | Vescovo titolare di Castra Nova Pro-presidente della Pontificia Commissione per lo Stato della Città del Vaticano Cardinale diacono e presbitero di Santa Pudenziana Segretario del Collegio Cardinalizio Segretario generale dell'Ufficio Amministrativo dell'Istituto per le Opere di Religione |                     |
| -  |                               | Sergio Guerri Pro-presidente (1905-1992)    | 11 aprile 1968    | 26 settembre 1981 | Cardinale diacono e presbitero del Santissimo Nome di Maria al Foro Traiano Vescovo titolare di Trevi Vicepresidente della Pontificia Commissione per lo Stato della Città del Vaticano Segretario dell'Amministrazione del Patrimonio della Sede Apostolica Pro-segretario dell'Amministrazione del Patrimonio della Sede Apostolica |                     |
| -  | Giovanni Paolo I (1978)       | Sergio Guerri Pro-presidente (1905-1992)    | 11 aprile 1968    | 26 settembre 1981 | Cardinale diacono e presbitero del Santissimo Nome di Maria al Foro Traiano Vescovo titolare di Trevi Vicepresidente della Pontificia Commissione per lo Stato della Città del Vaticano Segretario dell'Amministrazione del Patrimonio della Sede Apostolica Pro-segretario dell'Amministrazione del Patrimonio della Sede Apostolica |                     |
| -  | Giovanni Paolo II (1978-2005) | Sergio Guerri Pro-presidente (1905-1992)    | 11 aprile 1968    | 26 settembre 1981 | Cardinale diacono e presbitero del Santissimo Nome di Maria al Foro Traiano Vescovo titolare di Trevi Vicepresidente della Pontificia Commissione per lo Stato della Città del Vaticano Segretario dell'Amministrazione del Patrimonio della Sede Apostolica Pro-segretario dell'Amministrazione del Patrimonio della Sede Apostolica |                     |
| -  |                               | Paul Marcinkus Pro-presidente (1922-2006)   | 26 settembre 1981 | 30 ottobre 1990   | Presidente dell'Istituto per le Opere di Religione Segretario dell'Ufficio Amministrativo dell'Istituto per le Opere di Religione Organizzatore dei Viaggi Papali Arcivescovo titolare di Orta |                     |
| 2  |                               | Rosalio José Castillo Lara (1922-2007)      | 31 ottobre 1990   | 14 ottobre 1997   | Presidente dell'Amministrazione del Patrimonio della Sede Apostolica Presidente del Pontificio Consiglio per l'Interpretazione dei Testi Legislativi Presidente della Pontificia Commissione per l'Interpretazione Autentica del Codice di Diritto Canonico Cardinale diacono e presbitero di Nostra Signora di Coromoto in San Giovanni di Dio Pro-presidente della Pontificia Commissione per l'Interpretazione Autentica del Codice di Diritto Canonico Pro-presidente della Pontificia Commissione per la Revisione del Codice di Diritto Canonico Presidente della Commissione Disciplinare della Curia Romana Segretario della Pontificia Commissione per la Revisione del Codice di Diritto Canonico Vescovo titolare di Precausa |                     |
| 3  |                               | Edmund Casimir Szoka (1927-2014)            | 15 ottobre 1997   | 15 settembre 2006 | Presidente della Prefettura degli Affari Economici della Santa Sede Cardinale presbitero dei Santi Andrea e Gregorio al Monte Celio Arcivescovo metropolita di Detroit Vescovo di Gaylord |                     |
| 3  | Benedetto XVI (2005-2013)     | Edmund Casimir Szoka (1927-2014)            | 15 ottobre 1997   | 15 settembre 2006 | Presidente della Prefettura degli Affari Economici della Santa Sede Cardinale presbitero dei Santi Andrea e Gregorio al Monte Celio Arcivescovo metropolita di Detroit Vescovo di Gaylord |                     |
| 4  |                               | Giovanni Lajolo (1935-)                     | 15 settembre 2006 | 1º ottobre 2011   | Cardinale diacono e presbitero di Santa Maria Liberatrice a Monte Testaccio Segretario della Commissione Interdicasterale per le Chiese in Europa Orientale Segretario per i Rapporti con gli Stati Nunzio apostolico in Germania Segretario dell'Amministrazione del Patrimonio della Sede Apostolica Arcivescovo titolare di Cesariana |                     |
| 5  |                               | Giuseppe Bertello (1942-)                   | 1º ottobre 2011   | 1º ottobre 2021   | Cardinale diacono dei Santi Vito, Modesto e Crescenzia Nunzio apostolico in Italia e San Marino Nunzio apostolico in Messico Osservatore permanente della Santa Sede presso l'Organizzazione Mondiale del Commercio Osservatore permanente della Santa Sede presso l'Ufficio delle Nazioni Unite ed Istituzioni specializzate a Ginevra Nunzio apostolico in Ruanda Pro-nunzio apostolico in Benin, Ghana e Togo Arcivescovo titolare di Urbisaglia |                     |
| 5  | Francesco (2013-2025)         | Giuseppe Bertello (1942-)                   | 1º ottobre 2011   | 1º ottobre 2021   | Cardinale diacono dei Santi Vito, Modesto e Crescenzia Nunzio apostolico in Italia e San Marino Nunzio apostolico in Messico Osservatore permanente della Santa Sede presso l'Organizzazione Mondiale del Commercio Osservatore permanente della Santa Sede presso l'Ufficio delle Nazioni Unite ed Istituzioni specializzate a Ginevra Nunzio apostolico in Ruanda Pro-nunzio apostolico in Benin, Ghana e Togo Arcivescovo titolare di Urbisaglia |                     |
| 6  |                               | Fernando Vérgez Alzaga (1945-)              | 1º ottobre 2021   | 1º marzo 2025     | Cardinale diacono Santa Maria della Mercede e Sant'Adriano a Villa Albani Direttore della Direzione delle Telecomunicazioni dello Stato della Città del Vaticano Segretario generale del Governatorato dello Stato della Città del Vaticano Vescovo titolare di Villamagna di Proconsolare |                     |
| 7  |                               | Raffaella Petrini, F.S.E. (1969-)           | 1º marzo 2025     | in carica         | Segretario generale del Governatorato dello Stato della Città del Vaticano |                     |

### Segretari generali
- Vescovo Bruno Bertagna † (6 aprile 1990[10] - 18 giugno 1994 cessato)
- Vescovo Gianni Danzi † (18 giugno 1994[11] - 22 febbraio 2005 nominato arcivescovo prelato di Loreto)
- Vescovo Renato Boccardo (22 febbraio 2005 - 16 luglio 2009 nominato arcivescovo di Spoleto-Norcia)
- Arcivescovo Carlo Maria Viganò (16 luglio 2009 - 3 settembre 2011 nominato nunzio apostolico negli Stati Uniti)
- Vescovo Giuseppe Sciacca (3 settembre 2011 - 24 agosto 2013 nominato segretario aggiunto del Supremo tribunale della Segnatura apostolica)
- Arcivescovo Fernando Vérgez Alzaga, L.C. (30 agosto 2013 - 1º ottobre 2021 nominato presidente del Governatorato dello Stato della Città del Vaticano e presidente della Pontificia commissione per lo Stato della Città del Vaticano)
- Suor Raffaella Petrini, F.S.E. (4 novembre 2021 - 1° marzo 2025 nominata presidente del Governatorato dello Stato della Città del Vaticano e presidente della Pontificia commissione per lo Stato della Città del Vaticano)
- Arcivescovo Emilio Nappa, dal 1º marzo 2025
- Avvocato Giuseppe Puglisi-Alibrandi, dal 1º marzo 2025